# Doña Paz
MV Doña Paz byl filipínský osobní trajekt, provozovaný společností Sulpicio Lines, který havaroval po srážce s tankerem MT Vector 20. prosince 1987. Požár obou lodí způsobil smrt přes 4300 lidí a stal se tak největší civilní námořní katastrofou všech dob.
Loď byla postavena na počátku 60. let jako Himejuri Maru pro japonské rejdařství 	Rjukju Kaiun. V roce 1975 byla prodána na Filipíny. Nejprve sloužila pod názvem MV Don Sulpicio a v roce 1981 byla přejmenována na MV Doña Paz.
Filipínská loď Doña Paz absolvovala pravidelnou plavbu z Leyte do Manily. Na lodi bylo oficiálně hlášeno 1565 pasažérů, ale ve skutečnosti jich bylo přes 4000. V době katastrofy loď řídil nezkušený plavčík, zatímco kapitán popíjel v lodní jídelně. Do boku lodě najel malý tanker, vezoucí 8800 barelů ropných látek. Ropa zalila paluby i okolní moře a vznítila se. Uhořelo celkem 4386 (podle jiných zdrojů 4375) lidí, zachránilo se 26.